# عیسی مقدمی‌زاد
عیسی مقدمی زاد (زاده ۱۳۳۹) حقوق‌دان، مدرس دانشگاه، سیاست‌مدار و مدیر ارشد اجرایی ایرانی است، که در دوره چهارم، دوره پنجم و دوره ششم مجلس شورای اسلامی به‌عنوان نماینده حوزهٔ انتخابیهٔ شادگان، از استان خوزستان در مجلس شورای اسلامی حضور داشت.
وی دانش‌آموخته دکترای حقوق از دانشگاه تهران است و هم‌اکنون مدرس و عضو هیئت علمی دانشگاه شهید چمران اهواز و دانشگاه صنعت نفت می‌باشد. مقدمی زاد از سال ۱۳۸۳ تاکنون بعنوان رئیس امور حقوقی و قراردادهای بین‌المللی شرکت ملی گاز ایران نیز فعالیت می‌کند.